# Greppeltocht
Een greppeltocht is een scouting-activiteit, waarbij men probeert ongezien van een punt naar een ander te komen.
De organisatie rijdt rond in het gebied waar de route door heen loopt. Als een groep deelnemers wordt gezien door de organisatie wordt deze groep een stuk terug gezet. Hoe vaker de groep gezien wordt hoe verder de deelnemers moeten lopen. Vaak gaat het erom de route zo snel mogelijk af te leggen. De activiteit wordt 's avonds en 's nachts gehouden, dan is het voor de deelnemers makkelijker zich te verstoppen voor de organisatie, bijvoorbeeld in greppels.